# Toy foxteriér
Toy foxteriér (anglicky: Toy Fox Terrier) je malé psí plemeno typu teriéra původem ze Spojených států. Mezinárodní kynologická federace (FCI) toto plemeno oficiálně neuznává, avšak American Kennel Club (AKC) a United Kennel Club (UKC) ano.

## Historie

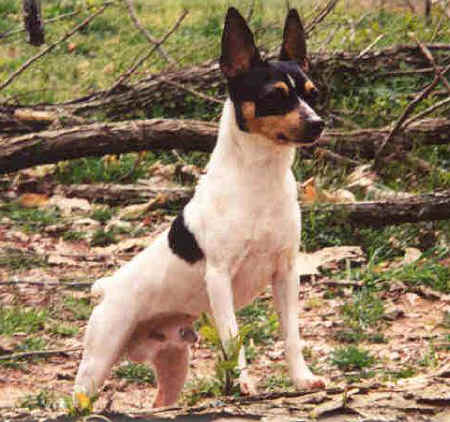

Toy foxteriér není plemeno příliš staré a vyvinulo se jako odchylka od standardního krysího teriéra. Krysí teriéři jsou větší, těžší, ale v mnoha ohledech se toy foxteriérům podobají. Při detailnějším zkoumání rodokmenů svých psů zjistili američtí chovatelé, že jejich chovanci mají ve svém rodokmenu i hladkosrstého foxteriéra Foilera, prvního psa plemene hladkosrstý foxteriér zaznamenaného v plemenné knize. Ten byl zapsán mezi lety 1875 a 1876. Krom hladkosrstého foxteriéra je předkem toy foxteriéra pravděpodobně i manchester teriér nebo čivava.
UKC toy foxteriéra uznal v roce 1936 a řadí jej do skupiny teriéři, zatímco AKC uznal plemeno až roku 2003 a do skupiny toy plemen. Co se popularity plemene týče, pak se toy foxteriér výjimečně vyskytuje ve Velké Británii, ale ve většině zbytku Evropy ne. V České republice ho zastřešuje Klub chovatelů teriérů. 

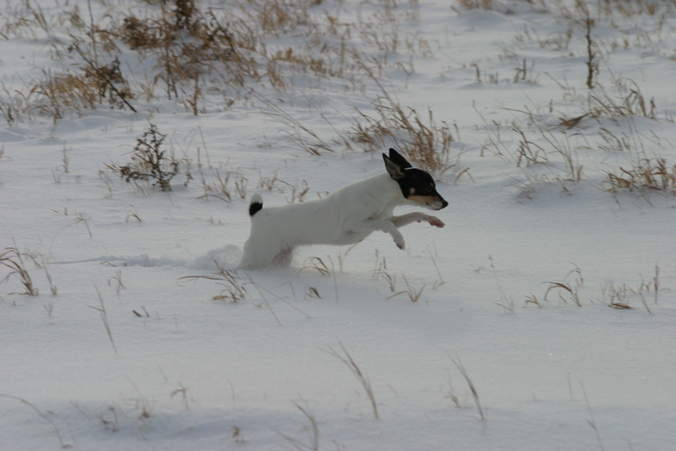
Toy foxteriér ve sněhu

## Vzhled
Toy foxteriéři jsou malí, dobře osvalení psi atletické stavby. Srst, která pokrývá celé tělo, je krátká, lesklá, přiléhavá a většinou v trikolorním zbarvení (podobné zbarvení můžeme vidět například u bíglů nebo anglických foxhoundů), výjimečně se vyskytují i čistě bílí jedinci. Nejdůležitějšími proporčními faktory jsou: poměr mozkovny ku čenichu 1:1 a vysoko nasazený ocas, který většina chovatelů nechává krátce po narození kupírovat. Nejvíce výrazné jsou ale nepřiměřeně velké, vztyčené uši ve tvaru písmene V. Ty jsou vyšší než samotná hlava psa. Hmotnost standard UKC neudává, avšak ideální výška by se měla pohybovat mezi 21 a 29cm v kohoutku.
Toy foxteriéra je lehké si splést s miniaturním foxteriérem, plemenem původem z Austrálie, nebo s krysím teriérem, který je blízkým příbuzným toy foxteriéra.

## Povaha
Toy foxteriéři jsou aktivní a inteligentní psi, kteří se snadno naučí mnoha povelům. V minulosti byli využíváni i v cirkusech, kde mívali vlastní vystoupení a přestože tomu tak dnes není, jejich učenlivost jim zůstala. Také se o nich říká, že mají "smysl pro humor". Jsou energičtí a aktivní, přesto se dokáží přizpůsobit životnímu stylu svých majitelů a nevyžadují tolik zaměstnání jako například Jack Russell teriéři. Jsou poměrně tiší a vůči svým majitelům loajální a milující. Jsou také hraví a milí a nejsou to příliš dobří hlídači. Nejenže málo štěkají, ale nemají téměř žádné ochranářské pudy vůči majetku.

## Péče
Toy foxteriér se hodí do městského bytu ale i k domu se zahradou, v případě, že není nucen k celoročnímu pobytu venku. Jeho srst totiž před zimou příliš neizoluje. Dožívají se do patnácti let a jedná se o poměrně zdravé plemeno. Jsou náchylní pouze na luxaci pately nebo alergiím, především na kukuřici, rajčata nebo pšenici. Péče o ně není příliš náročná. Jejich srst má podsadu, takže líná 2x ročně (na jaře a na podzim). V tomto období je srsti věnovat zvýšenou pozornost v podobě česání, mimo ni ale stačí vyčesávat jednou týdně.